# Vuil kalkkopje
Het vuil kalkkopje (Physarum murinum) is een slijmzwam behorend tot de familie Physaraceae. Het leeft saprotroof op hout van naaldbomen en struiken.

## Verspreiding
In Nederland komt het zeer zeldzaam voor.